# Мушка проституција
Мушка проституција је чин или пракса мушкараца који пружају сексуалне услуге у замену за плаћање. Иако клијенти могу бити било ког пола, већина су мушкарци. У поређењу са проституткама, истраживачи су далеко мање проучавали мушке проститутке.

## Терминологија
Изрази који се користе за мушке проститутке углавном се разликују од оних који се користе за женске. Неки се појмови разликују у зависности од клијентеле или начина пословања. Када је проституција нелегална или табу, обично је да мушкарци коју пружају овакве услуге користе еуфемизме који свој посао представљају као дружење, плес, телесну масажу или неки други прихватљиви договор о накнади за услугу. Мушкарци који раде овакве ствари нису нужно представљени као хомосексуалци или бисексуалци, али ако имају секс са мушким клијентима због новца, представљају се као такви.

## Историја
Мушка проституција била је присутна у скоро свим модерним и древним културама. Пракса мушкараца или жена у древном свету који продају сексуалне услуге у светилиштима потврђена је од стране паганских култура у хебрејској Библији и Старом завету. Сведочи се о мушкој проституцији и у Новом завету, тачније у Грчко—римској култури. У Новом завету, у Првој посланици Коринћанима, осуђују се malakoi - у Вуковом преводу „Новог Завета” преведени турцизмом аџувани. Под именом аџувани подразумевали су се млади мушкарци који су се упуштали у сексуалне односе са мушкарцима. Иако сам термин није означавао мушку проститутку, аџувани су често добијали новчану надокнаду у замену за њихово друштво, а били су и саставни део понуда у борделима.
Енциклопедија хомосексуалности указује на то да су проститутке (и мушкарци и жене) у древној Грчкој углавном биле робови. Познат је случај мушкарца по имену Федон Елидски који је био заробљен после рата и присиљен на ропство и проституцију, али је на крају откупљен и постао је  Сократов ученик.
Судске евиденције и истраге још из 17. века документују мушку проституцију у садашњим Сједињеним Државама. Са ширењем урбаних подручја и сабирањем хомосексуалаца у заједнице крајем 19. века, мушка / мушка проституција постала је очигледнија.
Када је Јапан у питању, мушки глумци често су се бавили и проституцијом а унајмљивани су од стране женских и мушких клијената. Било је уобичајено да и будисти и самураји имају секс са својим младим штићеницима, али само ако су били у односу ментор – ученик.

## Данашњица
Током 2008. године, научни рад Меган Гленон открио је да је 300 000 мушких проститутки било млађе од 16 година. Пословне пратње или ескорт особе, (сексуални радници у затвореном простору) често се оглашавају на веб локацијама за пратњу мушкараца, обично самостално или преко агенције. Недавна истраживања указују на знатан раст броја ескорт мушкараца на интернету широм света.
Велики градови у Европи и источној хемисфери (Америка) често имају једну или више области у којима се мушке уличне проститутке редовно стављају на располагање потенцијалним клијентима који се возе аутомобилима. Такво подручје може имати локално познато неформално име. Ове области имају тенденцију да буду ризичне и за клијента и за пружаоца услуга, из правне перспективе када су они у региону у којима је улична проституција забрањена, али такође и из безбедносне перспективе. Ове области могу бити мете за надзор и хапшења од стране полиције. Неке мушке проститутке траже потенцијалне клијенте у другим јавним просторима као што су аутобуски терминали, паркови и станице за одмор.
Места где мушкарци раде и пружају сексуалне услуге се називају мушки бордели. Први забележен случај отварања оваквог бордела је у Швајцарској јануара 2010. године.
Када је у питању пружање услуга женама, то се дешава углавном са женама које путују на одређене локације како би уживале у одмору и пронашле „привременог дечка“ који ће попунити улоге сексуалног партнера, пратиоца, водича или плесног партнера / инструктора. Жене које на одмору проводе време с мушким пратњама, могу бити било које доби, али то су претежно жене средњих година које желе углавном сексуалне услуге.

## Ризици мушке проституције
Као и у свим облицима проституције, мушке проститутке и њихови клијенти могу се суочити са ризицима и проблемима. За проститутке ризици могу да укључују: социјалну стигму; правне / кривичне ризике; физичко злостављање; ризици везани за здравље, као што је потенцијални ризик од сексуално преносивих болести (посебно висок у случају аналног секса, мање у случају оралног секса); одбацивање од стране породице и пријатеља; финансијски ризици који долазе са несигурним примањима; ризике од менталних / емоционалних ефеката који долазе са свим тим факторима. Тинејџери који се баве сексуалним радом показали су се посебно у ризику.
За клијенте, ризици могу да укључују: страх од социјалне стигме и породичних или радних проблема ако њихове активности са проституткама не остану тајне; ризици везани за здравље; страх од пљачкања; или, врло ретко, уцењивање или физичко насиље.
Истраживања показују да је степен насиља над мушким проституткама нешто нижи него код женских сексуалних радница. Чини се да су мушкарци који раде на улици и млађи мушкарци изложени највећем ризику од насиља.
Појава макроа је релативно ретка у мушкој проституцији на Западу, где већина проститутки углавном ради самостално или још ређе, преко агенције.
Фактори попут разлике у годинама, социјалном статусу и економском статусу између сексуалног радника и његове клијентеле наведени су као главни извори друштвене критике и стигматизације. Слична друштвена стигма може се повезати и с љубавним везама које не укључују директно плаћање за сексуалне услуге, и стога не одговарају дефиницији проституције, али коју неки могу схватити као облик „квази“ проституције, (у томе постоји неравнотежа снаге и награде за дружење или секс).